# Rubbiano
Rubbiano is een plaats (frazione) in de Italiaanse gemeente Montefortino.